# Давыденко, Александр Гаврилович
Александр Гаврилович Давыденко (укр. Олександр Гаврилович Давиденко; род. 7 сентября 1953, Киев) — советский хоккеист, нападающий, украинский тренер.

## Биография
Начал играть в хоккей с шайбой в сезоне-1971/72 в киевском «Динамо» в первой лиге, проведя 15 матчей и набрав 5 (3+2) очков. Продолжал выступать за команду, которая в 1973 году стала называться «Сокол», до конца сезона-1974/75.
Сезон-1975/76 провёл также в первой лиге в составе липецкого СКА МВО, после чего вернулся в «Сокол». В сезоне-1978/79 провёл в высшей лиге 16 матчей, очков не набирал.
В 1979 году перешёл в киевский «Машиностроитель», в составе которого за три сезона во второй лиге забросил 113 шайб.
По окончании игровой карьеры стал тренером. В сезоне-1992/93 был ассистентом главного тренера юношеской сборной Украины, участвовавшей в дивизионе «C» чемпионата мира.
В 1996—1998 годах был помощником главного тренера нижнекамского «Нефтехимика», в 1998—1999 годах работал на той же должности в «Воронеже».